# Grupo Suite 8-F
El Grupo Suite 8F fue una red política y de negocios vinculada al sector conservador del Partido Demócrata y establecida en Texas y otros estados del sur a principios del decenio de 1960. El nombre proviene de la habitación en el hotel Lamar en Houston, Texas, donde celebraban sus reuniones.

## Antecedentes
En 1932 varios políticos de Texas asumieron importantes posiciones de poder en Washington. John Nance Garner fue nombrado presidente de la Cámara de Representantes. También fueron nombrados presidentes de comités muy importantes los texanos Samuel Rayburn (Interestatal de Relaciones Exteriores y Comercio), Joseph J. Mansfield (Comisión ríos y puertos ), Hatton W. Sumners (Comité Judicial), Marvin Jones (Comisión de Agricultura) y Fritz Lanham (Comisión Edificios Públicos y Motivación ).
Como el historiador, Robert A. Caro ha señalado en Lyndon Johnson: The Path to Power: 
"los texanos fueron elegidos el 7 de diciembre de 1931, no solo para la portavoces de la Cámara, sino a la Presidencia de cinco de sus más influyentes comités, Lyndon Johnson el primer día en el Capitolio fue el día en que Texas llegó al poder en ella - un poder del estado que ha durado, con solo la breve interrupción, durante más de treinta años. " 

## Composición
Entre las luminarias de los Republicanos y Demócratas que se podían encontrar en las reuniones de la Suite 8F la lista estab los siguientes:
- George y Herman Brown, Brown and Root
- Jesse H. Jones, un inversor afiliado a la Corporación Financiera de Reconstrucción
- Gus Wortham de la American General Insurance Company
- James Abercrombie de Cameron Iron Works
- Hugh Roy Cullen de Quintana Petroleum
- Gobernador de Texas William Hobby
- William Vinson , Great Southern Life Insurance
- James Elkins , American General Insurance y Pure Oil Pipe Line
- Morgan J. Davis, de Humble Oil
- Albert Thomas, presidente de la Cámara Comisión de Apropiaciones, Subcomisión de Defensa
- Lyndon B. Johnson - entonces líder de la mayoría del Senado
- John Connally político de Texas (más tarde el gobernador) John Connally
  - Alvin Wirtz, Thomas Corcoran, Homero Thornberry y Aubrey Edward Clark, fueron cuatro de los abogados que también trabajaron en estrecha colaboración con el Grupo Suite 8F.

## Finalidad

### Descubren petróleo en Texas
Una de las principales preocupaciones de este grupo era proteger los intereses de la industria petrolera de Texas. El más prolífico en reservas de petróleo en los Estados Unidos que no fue descubierto hasta el mes de octubre de 1930. Los yacimientos petrolíferos del este de Texas incluían Rusk, Upshur, Gregg Smith y condados. La primera pequeña empresa de encontrar petróleo en el este de Texas fue la Deep Rock Oil Company. El primer inversionista a tomar ventaja del descubrimiento fue Haroldson Hunt. Compró 5.000 hectáreas de arrendamiento y un pedazo de 800 acres por $ 1.335.000. Hunt no tardaría en tener la propiedad de 500 pozos en el este de Texas.
El descubrimiento de petróleo en Texas hizo que un pequeño grupo de hombres poseyera una gran cantidad de dinero. Ellos decidieron unirse a fin de mantener sus ganancias. Esto incluye estrategias para mantener el precio del petróleo tan altos como sea posible. El rico este de Texas causó problemas, ya que en un primer momento hizo que el precio del petróleo cayera.

### Monopolio
Ross Sterling, el extitular de Humble Oil, fue elegido gobernador de Texas y tomó posesión de su cargo el 20 de enero de 1931. La Texas Railroad Comisión, bajo el control de los grandes productores de petróleo, trataron de limitar la producción de petróleo (prorateandolo) en los nuevos ámbitos de este de Texas. A partir del 31 de julio de 1931, el tribunal federal en Houston de lado de un grupo de productores independientes de petróleo dictaminó que la Texas Railroad Comisión no tenía derecho a imponer prorateamiento.

### El Gobierno trata de intervenir
Cuando Franklin D. Roosevelt ganó el poder trató de forzar un proyecto de ley en el Congreso que daría a su Secretario del Interior, Harold Ickes, la autoridad para regular la producción doméstica de petróleo. Sin embargo, Sam Rayburn, un político de Texas, como presidente de la Cámara en Comisión Interestatal de Relaciones Exteriores y Comercio, fue capaz de abortar el proyecto de ley. Se deja a otro poderoso de Texas, Tom Connally, para patrocinar la Ley de petróleo caliente Connally . Esto dio la Comisión de Texas Railroad la facultad de prorrateo del petróleo.
Los millonarios del petróleo de Texas también lucharon arduamente para mantener sus ventajas fiscales. El más importante de ellas fue la asignación por el agotamiento del petróleo. Se introdujo por primera vez en 1913 y permitió a los productores a utilizar el agotamiento permitido a la deducción sólo el 5 por ciento de sus ingresos y la deducción se limita al costo original de sus bienes.
La decisión de Dwight D. Eisenhower de vetar este proyecto de ley encolerizó a la industria petrolera. Una vez más Sid Richardson y Clint Murchison comenzaron las negociaciones con Eisenhower. En junio de 1957, Eisenhower acordó nombrar a su hombre, Robert Anderson, como Secretario del Tesoro. 
Según Robert Sherrill en su libro El Presidente Accidental : 
«Unas semanas más tarde Anderson fue nombrado en un comité del gabinete para "estudiar la situación de importación de petróleo; de este estudio nació el actual programa que beneficia a las grandes empresas petroleras, los gigantes internacionales del petróleo principalmente, en alrededor de un mil millones de dólares al año.»
Durante las elecciones presidenciales de 1960 John F. Kennedy dio su apoyo a la asignación por el agotamiento del petróleo. En octubre de 1960, dijo que apreciaba «el valor y la importancia de la indemnización del agotamiento del petróleo. Me doy cuenta de su propósito y valor ... El subsidio del agotamiento del petróleo- nos ha servido bien».

### Presidencia de Kennedy
Por consejo de Lyndon B. Johnson, Kennedy nombró a John Connally como Secretario de la Marina. Este es un cargo importante , ya que controla una gran cantidad de gasto federal, incluido el contrato para el suministro de petróleo a la Marina de los Estados Unidos. Cuando Connally se convirtió en Gobernador de Texas, Johnson organizó a su amigo de Texas, Fred Korth, para convertirse en el nuevo Secretario Marina.
Sin embargo, dos años más tarde, Kennedy decidió tomar en la industria petrolera. El 16 de octubre de 1962, Kennedy fue capaz de persuadir al Congreso a aprobar una ley que eliminó la distinción entre los beneficios repatriados y los beneficios reinvertidos en el extranjero. Si bien esta ley se aplica a la industria en su conjunto, afectaba sobre todo a las compañías petroleras. Se estima que como resultado de esta legislación, los ricos petroleros vieron una caída en sus ganancias sobre la inversión extranjera de 30 por ciento al 15 por ciento.
El 17 de enero de 1963, el presidente Kennedy presentó sus propuestas de reforma fiscal. Esto incluye aliviar las cargas fiscales de las personas de bajos ingresos y personas mayores. Kennedy también alegó que quería eliminar privilegios especiales y lagunas. He even said he wanted to do away with the oil depletion allowance. Él incluso dijo que quería acabar con el subsidio el agotamiento del petróleo. Se estima que la propuesta de supresión de la asignación por el agotamiento del petróleo se traduciría en una pérdida de alrededor de $ 300 millones al año a los petroleros de Texas.
En noviembre de 1963, Fred Korth se vio obligado a dimitir como consecuencia de acusaciones de corrupción tras la adjudicación de un 7 millones de dólares contrato para un avión de combate, el General Dynamics TFX, , una compañía con sede en Texas. Johnson no podía darse el lujo de nombrar a otro tejano en este puesto. En lugar de él seleccionó a Paul Nitze, el marido de Phyllis Pratt, una heredera de Standard Oil. Otro de los del grupo David Harold Byrd vio uno de sus proyectos , el LTV A-7 Corsair II , diseñado especialmente para la Guerra de Vietnam apagarse delante de sus ojos con la decisión de Kennedy de retirarse de ese país.

## Asesinato de John F. Kennedy y Guerra de Vietnam
El asesinato de John F. Kennedy acabó a esta propuesta para finalizar la asignación por el agotamiento del petróleo. El Grupo Suite 8F también recobró la escalada de la guerra de Vietnam con todos los contratos que ella significaba para los texanos. Ellos formaron una nueva compañía llamada RMK-BRJ para obtener estos contratos. Estos contratos incluyeron la construcción de pistas de aterrizaje, dragado de canales para los buques, hospitales, cárceles, servicios de comunicaciones, y construcción de bases americanas desde Da Nang a Saigón. RMK-BRJ hizo el 97% de los trabajos de construcción en Vietnam. El otro 3% se destinó a los contratistas locales vietnamitas. Entre 1965 y 1972 Brown & Root (Halliburton) sólo, obtuvo ingresos de US $ 380 millones con cargo a su trabajo en Vietnam.

## Empiezan las protestas
El senador Abraham Ribicoff de Connecticut ha tratado de exponer este escándalo, afirmando que se estaban pagando millones de dólares en sobornos. Una investigación realizada por la Oficina General de Contabilidad descubrió que de 1967 RMK-BRJ había "perdido" 120 millones de dólares (La historia se repite en el 2005 en Irak). Sin embargo, GAO nunca logró identificar las personas que obtuvieron estos sobornos.
Otra empresa asociada con la Suite 8F Grupo también hizo bien la salida de la guerra de Vietnam. Bell Helicopter Corporation comenzó a producir el UH-1 Iroquois. Podría subir 2000 pies por minuto y podía volar a 125 millas por hora durante aproximadamente tres horas. Podría llevar nueve soldados totalmente equipados y una tripulación de cuatro. En 1969 Bell Helicopter Corporation vendió helicópteros por valor de casi $ 600 millones a las Fuerzas Armadas de los Estados Unidos. Según Robert Bryce, «Vietnam hizo Bell Helicopter Corporation».

## Las protestas se hacen públicas
Los manifestantes antibélicos decidieron que George Brown era el cerebro detrás de esta corrupción. Las manifestaciones en su contra tuvieron lugar en todas partes fue Brown. El ambiente político empeoró tanto que Brown aconsejó a Lyndon B. Johnson retirarse de Vietnam, diciéndole que si no lo hacía la guerra iba a destruir a los hombres. Destruyó a Johnson, pero Brown sobrevivió a las protestas y Halliburton continúa en las mismas el día de hoy.

## En su mayor apogeo
Sin embargo, en 1926 el subsidio del agotamiento se aumentó a 27,5 por ciento. 
Suite 8F ayudó a coordinar las actividades políticas de otros políticos de derecha y hombres de negocios con sede en el Sur, que incluían Robert Anderson, presidente de la Texas Mid-Continent Oil and Gas Association, el Secretario de la Marina de Guerra y Secretario del Tesoro, Robert Kerr de Kerr-McGee Oil Industries; Billie Sol Estes, un empresario en la industria del algodón; Glenn McCarthy, McCarthy de Petróleo y Gas Company; Earl ET Smith, de EE. UU. Sugar Corporation; Fred Korth, Continental National Bank y Secretario de la Marina ; Ross Sterling de Petróleo Humble ; magnates del petróleo de Texas Sid Richardson y Clint Murchison, Haroldson Hunt de Placid Oil; Eugene B. Germany (Mustang Oil Company), David Harold Byrd, Presidente de Byrd Oil Corporation, de Ling-Temco-Vought y dueño del Texas School Book Depository; Lawrence D. Bell, de Bell Helicopter ; William D. Pawley (intereses comerciales en Cuba), Gordon McLendon de KLIF; Senadores George Smathers, Richard Russell, James Eastland, Benjamin Everett Jordania, y los lobistas Fred Black y Bobby Baker, también afiliado a la U-Servir Corporation.